# 拉梅薩 (德克薩斯州)
拉梅薩（英語：Lamesa）是一個位於美國德克薩斯州道生縣的城市。根據2010年美國人口普查，該地共人口9422人，而該地的面積約為13.00平方千米。同時該地也是道生縣的縣治。

## 地理
拉梅薩的座標為32°44′04″N 101°57′29″W / 32.73444°N 101.95806°W，而該地的平均海拔高度為912米（即2992英尺）。